# Genoma Films
La Genoma Films è una società italiana di distribuzione e produzione cinematografica.

## Storia
L’azienda nasce nel 2016, da un'idea dell'imprenditore bolognese Paolo Rossi Pisu, dell'attore e regista Antonio Pisu, entrambi figli dell’attore Raffaele Pisu, e di Marta Miniucchi. Il progetto cresce nella città di Bologna con l'obiettivo di promuovere il cinema indipendente, scoprire nuovi talenti e riscoprire i nomi classici del cinema italiano.
Per Genoma Films arrivano subito i primi successi con il lungometraggio dal titolo Nobili bugie, che presenta nel suo cast Giancarlo Giannini e Claudia Cardinale e vince due premi collaterali alla 74ª Mostra internazionale d'arte cinematografica di Venezia. In contemporanea collabora alla distribuzione della pellicola Ultima fermata, che si guadagna una nomination ai David di Donatello 2016 per l'interpretazione di Claudia Cardinale.
Nell'estate 2016, partecipa come coproduttore al documentario sulla storia dello Stadio Renato Dall'Ara Mi chiamo Renato. Sempre nel 2016, cura la produzione esecutiva del corto Mamma non vuole, che vede tra i protagonisti ancora Giancarlo Giannini al fianco di altri nomi noti.
Nel 2017 produce, Il giovane Pertini, film sugli anni di gioventù di Sandro Pertini, e Ottavo scudetto, rotocalco sportivo in onda sull'emittente regionale È TV.
Nel 2018 Genoma Films continua a dedicarsi ai personaggi storici per rievocare il conte Cesare Mattei, con l'opera Il conte magico e Nicolae Ceausescu, con Est - Dittatura Last Minute. Collabora nello stesso anno con Sonne Film per due progetti questa volta ispirati alla cultura romagnola, Vai col liscio e La terra dei motori.
Dal 2016 sostiene come partner Cinevasioni, il primo festival del cinema organizzato con l’obiettivo di diffondere il linguaggio e la cultura cinematografica all'interno della realtà carceraria.
Nel 2018 si occupa del restauro del film Italiani brava gente di Giuseppe De Santis.
Dal 2018 organizza e dirige il Festival degli Dei, una rassegna itinerante lungo l'appennino tosco-emiliano dedicata al cinema.
Nel 2019 collabora con il Centro Sperimentale di Cinematografia della Cineteca Nazionale per il restauro dell'opera Pasqualino Settebellezze di Lina Wertmuller e partecipa alla nuova edizione di Cannes Classics, la sezione dedicata al cinema classico del Festival di Cannes. Nel mese di ottobre dello stesso anno organizza a Los Angeles, in collaborazione con la Fondazione Sardegna Film Commission, una serie di eventi per celebrare la carriera della nota regista, richiamata nella città californiana per l'assegnazione dell'Oscar onorario.
Alla fine del 2020 da il via alla prima edizione del Terraviva Film Festival. L‘evento, svoltosi in diretta online in collaborazione con il Comune di Casalecchio di Reno e il Dipartimento delle Arti dell’Università di Bologna e con il riconoscimento della Regione Emilia-Romagna, consiste in un festival cinematografico e di cultura che promuove, sviluppa e approfondisce i temi dell’inclusione sociale, dell’integrazione, dell’immigrazione e della tutela dell’ambiente.
Nel 2022, organizza a Los Angeles la cerimonia per la posa della Stella alla memoria sulla Walk of Fame di Hollywood a Luciano Pavarotti e, lo stesso anno, produce con Albedo Productions un cortometraggio per celebrare il tenore dal titolo Luciano Pavarotti. The Star realizzato dall'illustratore Gianluigi Toccafondo.
Prosegue l'impegno sociale nel 2023 organizzando a Bologna l'evento Russell Crowe's Indoor Garden Party, un concerto musicale itinerante in cui si esibisce il noto attore e grazie al quale sono stati raccolti fondi per i comuni colpiti dalla recente alluvione in Emilia Romagna.

## Produzione
- Nobili bugie, regia di Antonio Pisu (2016)
- Mi chiamo Renato, regia di Paolo Muran (2016)
- Mamma non vuole, regia di Antonio Pisu (2016)
- Il giovane Pertini, regia di Giambattista Assanti (2017)
- La terra dei motori, regia di Pierluigi De Donno (2018)
- Vai col liscio, regia di Giangiacomo De Stefano e Matteo Medri (2018)
- Il conte magico, regia di Marco Melluso e Diego Schiavo (2018)
- Il Muro tra di Noi, regia di Federico Del Buono (2019)
- Green Pinocchio, regia di Marta Miniucchi (2019)
- Est - Dittatura Last Minute, regia di Antonio Pisu (2020)
- Gianni Schicchi, regia di Damiano Michieletto (2021)
- Benelli su Benelli, regia di Marta Miniucchi (2021)
- Let’s Kiss, regia di Filippo Vendemmiati (2021)
- Andate a lavorare, regia di Ambrogio Lo Giudice (2021)
- Luciano Pavarotti. The Star, regia di Gianluigi Toccafondo (2022)
- Fuorigioco - Una storia di vita e di sport, regia di Pier Paolo Paganelli (2022)
- Cuore, regia di Pierpaolo De Mejo (2022)
- Worlds Apart, regia di Cecilia Miniucchi (2022)
- Gente Strana - Watu Wa Ajabu, regia di Marta Miniucchi (2022)

## Distribuzione (parziale)
- Ultima fermata (2015), regia di Giambattista Assanti
- Nobili bugie (2016), regia di Antonio Pisu
- Est - Dittatura Last Minute (2019), regia di Antonio Pisu